# Chiselet (gmina)
Chiselet – gmina w Rumunii, w okręgu Călărași. Obejmuje tylko jedną miejscowość Chiselet. W 2011 roku liczyła 3392 mieszkańców. 